# قانون نگله
قانون نِـگله (آلمانی: Naegele-Regel) یک روش استاندارد برای تخمین زمان احتمالی زایمان در دورانِ بارداری است. مطابق این قانون، برای احتساب زمان احتمالی زایمان (EDD)، کافی است تاریخِ اولین روز از «آخرین قاعدگیِ» (LMP) بانویِ باردار را بدانیم. سپس به این تاریخ؛ به عددِ سالش، یکسال اضافه؛ از عددِ ماهش، سه ماه کم و به عددِ روزش، هفت روز می‌افزائیم. پیش‌فرضِ مهم این روش آن است که طولِ چرخهٔ قاعدگی‌های فرد مورد نظر، ۲۸ روزه باشد و تخمک‌گذاری هم در وسط آن یعنی روز ۱۴ام رخ دهد که صدالبته در همهٔ بانوان چنین نیست. همچنین فرض در این روش آن است که حاملگیِ خانم‌ها، ۴۰ هفته (۲۸۰ روز) طول می‌کشد. روش دیگر محاسبه در قانون نگله، افزودن ۹ ماه و ۷ روز به تاریخِ اولین روز از آخرین قاعدگی است.
این روش توسط یک متخصص زایمانِ آلمانی به نام «فرانتس کارل نِگله» (۱۷۷۸–۱۸۵۱) ابداع شد.

## مثال
اولین روز از «آخرین قاعدگیِ» = ۸ مرداد ۱۳۹۵
+۱ سال = ۸ مرداد ۱۳۹۶
−۳ ماه = ۸ اردی‌بهشت ۱۳۹۶
+۷ روز = ۱۵ اردی‌بهشت ۱۳۹۶
بدین‌ترتیب اگر اولین روز از «آخرین قاعدگیِ» یک خانم باردار (که پریودهایش ۲۸ روزه است)، ۸ مرداد ۱۳۹۵ بوده است، تاریخ زایمانِ احتمالی وی ۱۵ اردی‌بهشت ۱۳۹۶ است.
از آنجایی که در تمامی بانوان، سیکل قاعدگی ۲۸ روزه نیست و همچنین تخمک‌گذاری هم لزوماً در روز ۱۴ انجام نمی‌شود، روش دیگری برای تخمینِ زمان زایمان توسط یک پزشک هندی پیشنهاد شد که «فرمول پاریک» (Parikh’s Formula) نام دارد. در این روش، به تاریخِ آخرین قاعدگی (LMP) نه ماه افزوده و بعد طول چرخهٔ همیشگیِ قاعدگی را هم بدان اضافه می‌کنند. سپس از تاریخ بدست‌آمده، ۲۱ روز کم می‌کنند.
مثال: (در مورد قاعدگیِ ۳۵ روزه)

اولین روز از «آخرین قاعدگیِ» = ۱ اردی‌بهشت
+۹ ماه = ۱ بهمن
+۳۵ (طول قاعدگی‌های قبلی) = ۵ اسفند
−۲۱ روز = ۱۴ بهمن
بدین‌ترتیب اگر اولین روز از «آخرین قاعدگیِ» یک خانم باردار (که پریودهایش ۳۵ روزه است)، ۱ اردی‌بهشت ماه بوده است، تاریخ زایمانِ احتمالی وی ۹ ماه بعد و در روزِ ۱۴ بهمن خواهد بود.